# Arlekinek wenezuelski
Arlekinek wenezuelski (Microglanis iheringi) – gatunek ryby z rodziny Pseudopimelodidae.

## Występowanie
Dorzecze rzeki Turmero w Wenezueli. 
Żyje w bystro płynących wodach o kamienistym i żwirowym dnie.

## Cechy morfologiczne
Dorasta do 6 cm długości.

## Odżywianie
Żywi się owadami, przeważnie mrówkami.

## Znaczenie
Hodowany w akwariach. Wymaga wody o temperaturze 24–28 °C i pH 6-8.